# Pazzallo
Pazzallo è un quartiere di 1 550 abitanti del comune svizzero di Lugano, nel Canton Ticino (distretto di Lugano).

## Storia

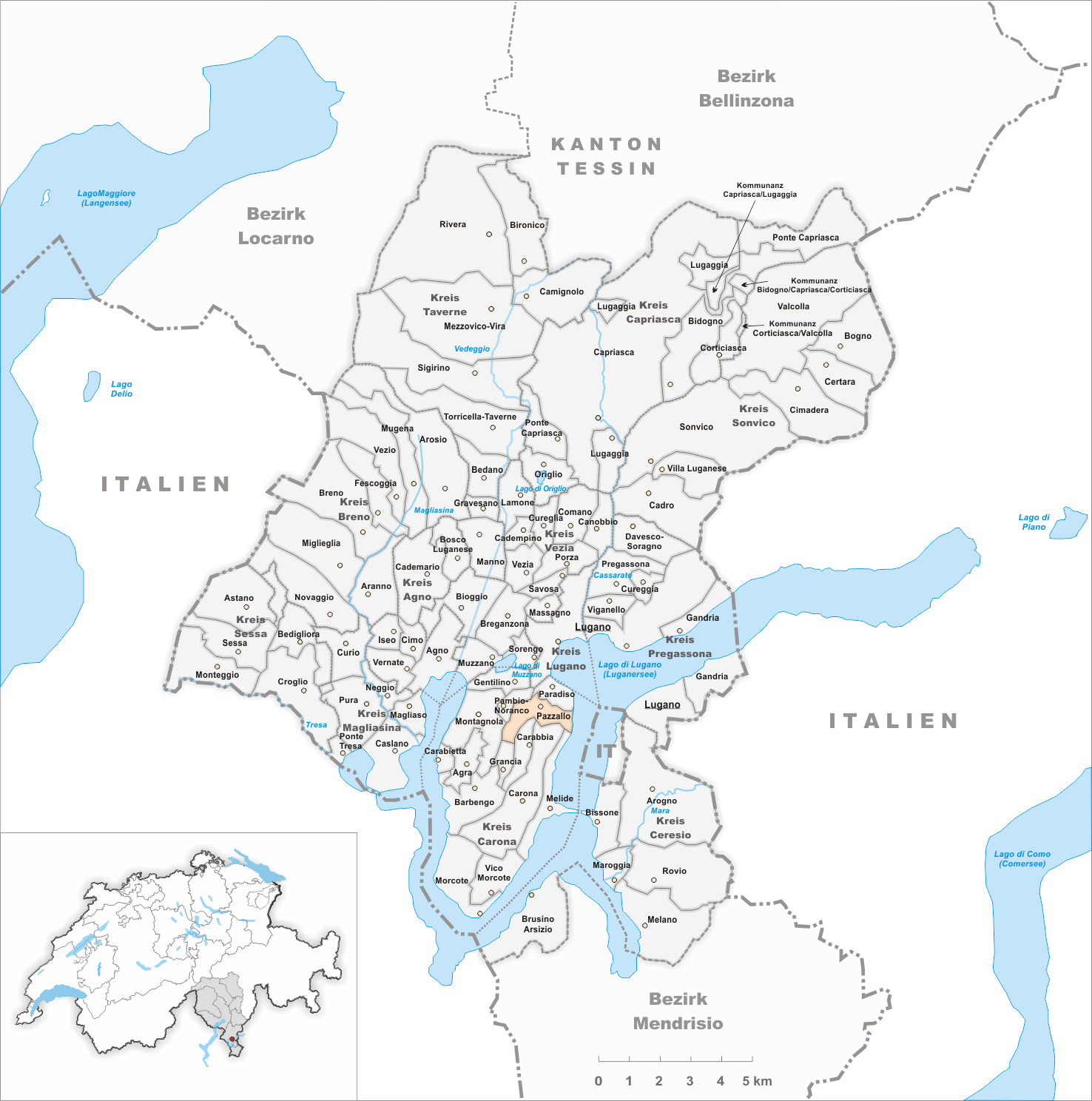
Il territorio del comune di Pazzallo prima degli accorpamenti comunali del 2004

Già comune autonomo che si estendeva per 1,63 km², nel 2004 è stato accorpato a Lugano assieme agli altri comuni soppressi di Breganzona, Cureggia, Davesco-Soragno, Gandria, Pambio Noranco, Pregassona e Viganello.

## Monumenti e luoghi d'interesse
- Oratorio di San Barnaba, documentato dal 1523[1];
- Museo e casa natale dello scultore Mario Bernasconi[2].

## Società

### Evoluzione demografica
L'evoluzione demografica è riportata nella seguente tabella:
Abitanti censiti

## Amministrazione
Ogni famiglia originaria del luogo fa parte del cosiddetto comune patriziale e ha la responsabilità della manutenzione di ogni bene ricadente all'interno dei confini del quartiere.